# NGC 7085
NGC 7085 (również PGC 66926) – galaktyka spiralna (Sb), znajdująca się w gwiazdozbiorze Pegaza. Odkrył ją Albert Marth 3 sierpnia 1864 roku.